# Wie der Stahl gehärtet wurde (Film)
Wie der Stahl gehärtet wurde (Originaltitel: russisch Павел Корчагин Pawel Kortschagin) ist ein sowjetischer Spielfilm, der in den Filmstudios Kiew unter der Regie Alexander Alows und Wladimir Naumows nach dem gleichnamigen Roman von Nikolai Ostrowski aus dem Jahr 1932 gedreht und 1957 fertiggestellt wurde.

## Handlung
Der erste Blick des Films geht auf das Bett Pawel Andrewitsch Kortschagins, 1902 geboren und 1919 in den Komsomol eingetreten. Im Jahr 1928 erblindet er an den Folgen seiner Verwundungen aus dem Bürgerkrieg. Er schreibt seine Lebensgeschichte auf, doch das einzige Manuskript geht auf dem Postweg verloren. Pawels Mutter will ihm Mut machen und meint, dass man es noch wiederfinden wird. Sie schimpft aber auch, weil er seit zwei Tagen nichts gegessen und getrunken hat. Er schickt seine Mutter aus dem Zimmer und erinnert sich.
Pawels erster Lehrer ist der Matrose Schuchrai, der ihm das Boxen beibringt und ihn in die Grundlagen der Politik einführt. Als der Matrose eines Tages verhaftet wird, kann Pawel gleich seine angelernten Kampftechniken ausprobieren und somit Schuchrai befreien. Dafür wird er selbst verhaftet, aber durch einen Trick wieder aus dem Gefängnis entlassen. So kann er bereits an den ersten Kämpfen teilnehmen, die den Kommunisten die Macht bringen sollen. Bei der Gründung einer Komsomol-Zelle in seiner Stadt sieht er das erste Mal die Versammlungsleiterin Rita Ustinowitsch. Doch die Versammlung wird unterbrochen, da der Bürgerkrieg beginnt und die Kommunisten sich an der Zerschlagung der Weißen Truppen beteiligen sollen. Nachdem Pawel zwei Wochen planlos und ohne Erfolge mit den bewaffneten Kämpfern in einem Zug durch die Gegend fährt, meldet er sich zur 1. Reiterarmee. Eines Tages wird er schwer verwundet und fährt zur Genesung nach Hause zu seiner Mutter. Doch gleich nach seiner Gesundung ist er wieder unterwegs. Auf dem Bahnhof trifft er Rita wieder und er beschafft für beide einen Platz in dem überfüllten Zug nach Kiew, wobei sie sich etwas näher kommen. Beide sind aber der Meinung, dass die Zeit für eine Liebe noch nicht reif ist.
In Kiew tagt inzwischen eine Kommission, die festlegen soll, wie die Stadt an Brennholz für den Winter kommen kann. Das Holz wurde zwar geschlagen, jedoch sieben Kilometer von einem Bahnhof entfernt und der Transport dorthin mit Pferdefuhrwerken ist nicht möglich. Vorsitzender dieser Kommission ist Pawels alter Bekannter Schuchrai, den er gerade besuchen will. Tschuchrai macht den Vorschlag, durch den Komsomol eine Schmalspurbahn bis zum nächsten Bahnhof bauen zu lassen. Die Idee wird angenommen und Pawel ist einer der Mitstreiter. Deshalb will er sich von Rita verabschieden und findet bei ihr zu Hause einen Mann vor, der sich mit Ustinowitsch vorstellt. Dieser ist ihr Bruder, aber da Pawel denkt, dass es sich um ihren Mann handelt, verschwindet er gleich wieder.
Die Zustände in Bojarka, so heißt die Baustelle, sind katastrophal. Die Wege sind durch den Schlamm fast unpassierbar und die Unterkunft besteht aus einer großen Halle, ohne Fenster und Türen. Aber der Einsatz soll nur 14 Tage dauern und dann ist eine Ablösung zu erwarten. Die Arbeit ist hart, man versinkt im Boden, es regnet dauernd und die Sachen werden nicht mehr trocken. Doch die Ablösung kommt nicht, da alle verfügbaren Kräfte zur Abwehr der Konterrevolution benötigt werden. Deshalb werden die Kommunisten und Komsomolzen in Bojarka verpflichtet, weiter auf der Baustelle zu bleiben. Da viele fast am Ende ihrer Kräfte sind, verbrennt sogar einer der Komsomolzen sein Mitgliedsbuch, nur um nach Hause fahren zu können. Für die anderen geht die Quälerei weiter. Es wird immer kälter, da der Winter einbricht. Hinzu kommen Überfälle der Weißen Banden, die verhindern wollen, dass die Strecke fertig wird. Krankheiten greifen um sich und Pawel Kortschagin bekommt Typhus. Die Einweihung der Schmalspurbahn muss ohne ihn geschehen. Die Festrede hält Rita Ustinowitsch, die mittendrin die Nachricht vom Tod Pawels erhält.
Doch Kortschagin lebt und wird von seiner Mutter gepflegt. Als es ihm besser geht, nimmt er gleich an einem wichtigen Kongress teil. Rita, die auch teilnimmt, hört bei der Anwesenheitsüberprüfung voller Überraschung seinen Namen. In einem Gespräch in der Pause gesteht sie ihm, dass sie inzwischen verheiratet ist, ihn aber vorher sehr geliebt hat. Pawel muss wegen seiner Gesundheit seine Zeit weiter in einem Sanatorium verbringen. Dort erfährt er, dass seine Sehschwäche bis zur Erblindung führen wird. Auf der Fahrt nach Hause will er sich mit seiner Pistole das Leben nehmen. Jedoch beginnt in diesem Moment ein Baby zu schreien und er überlegt es sich noch einmal.
Dieser Blick, zurück auf sein Leben, lässt ihn nach seiner Mutter rufen und er bittet sie, ihm etwas zum Essen zu bringen. Er sagt ihr, dass sie sich keine Sorgen mehr machen muss, und fängt an, das Manuskript noch einmal zu schreiben.

## Produktion
Der in Farbe gedrehte Film hatte am 29. Januar 1957 unter dem Titel Павел Корчагин in der Sowjetunion Premiere und dort über 25 Millionen Zuschauer.
Die DDR-Premiere fand am 20. September 1957 im Berliner Kino Babylon statt. Am 1. November 1957 wurde der Film das erste Mal im DFF gezeigt.

## Kritik
Hans Ulrich Eylau meinte in der Berliner Zeitung, dass der Film ungewöhnlich sei und sich über den Durchschnitt ähnlicher Arbeiten hebe, da hier die Revolution in jeder Szene und jedem Bild lebe. Das liege auch an dem opferbereiten Heldentum ihrer ungezählten namenlosen Kämpfer, mit den Stürmen ihrer Leidenschaft und der Grenzenlosigkeit ihres Siegeswillens.
Für Horst Knietzsch vom Neuen Deutschland lag das Geheimnis der starken emotionalen Wirkung darin, dass in diesem Film nichts beschönigt oder lackiert werde und er gerade deshalb von so großer Wirkung sei.
Das Lexikon des internationalen Films bezeichnete den Film als eine eindrucksvolle Romanverfilmung, die auf falsches Pathos und billigen Optimismus verzichte. Die Schwächen in der Dramaturgie würden durch die exzellente Fotografie ausgeglichen.

## Synchronisation
| Rolle               | Darsteller             | Synchronsprecher |
| ------------------- | ---------------------- | ---------------- |
| Pawel Kortschagin   | Wassili Lanowoi        | Kurt Ulrich      |
| Rita Ustinowitsch   | Elsa Leschdei          | Annemarie Hummel |
| Tonja Tumanowa      | Tamara Stradina        | Petra Zander     |
| Iwan Scharki        | Wladimir Marenkow      | Albert Hetterle  |
| Schuchrai           | Pawel Ussownitschenko  | Gerd Ehlers      |
| Tokarew             | Dmitri Miljutenko      | Fred Mahr        |
| Kortschagins Mutter | Lidija Piktorskaja     | Grete Böhme      |
| Alena Iwanowna      | Jelisaweta Jewstratowa | Ilse Voigt       |
| Franz Klawitschek   | Lew Perfilow           | Ulrich Thein     |